# Synagoge (Mehlem)
Die Synagoge in Mehlem, einem heutigen Ortsteil des Bonner Stadtbezirks Bad Godesberg, wurde 1874/75 erbaut und 1938 von den Nationalsozialisten zerstört. Sie befand sich an der Meckenheimer Straße auf dem heutigen Grundstück der École de Gaulle-Adenauer.

## Geschichte
Eine jüdische Gemeinde in Mehlem bestand seit der ersten Hälfte des 19. Jahrhunderts und gehörte zu der bereits damals über ein eigenes Gotteshaus verfügenden Synagogengemeinde Godesberg. Nachdem 1868 in dem Ort ein jüdischer Friedhof angelegt wurde, folgte als weiterer Schritt zur Verselbständigung der Mehlemer Gemeinde der Bau einer eigenen Synagoge. Sie entstand 1874/75 auf einem von den der jüdischen Gemeinde angehörigen Gebrüdern Abraham und Cossmann Levy bereitgestellten Grundstück östlich der damaligen Volksschule. Ihre Einweihung erfolgte am 18. und 19. September 1875.
Bereits vor der Zeit des Nationalsozialismus wurde die Nutzung der Synagoge durch die Gemeinde gegen Ende der 1920er-Jahre aufgrund eines Rückgangs der jüdischen Ortsbevölkerung aufgegeben. Die Erben des ursprünglichen Stifters des Synagogengrundstücks, Cossmann Levy, führten daher im Frühjahr 1938 mit der damaligen Stadt Bad Godesberg Verkaufsverhandlungen. Der seinerzeitige Bürgermeister Heinrich Alef empfahl dem Stadtrat den Ankauf des Grundstücks in der Erwartung, die vormalige Synagoge in eine Turnhalle umbauen zu können. Zu dieser Umnutzung kam es jedoch nicht, sodass auch die Mehlemer Synagoge im Zuge der Novemberpogrome 1938 am 10. November durch Brandstiftung zerstört wurde.
Das vormalige Grundstück der Synagoge wurde in das angrenzende Schulgrundstück einbezogen und (Stand: 1987) als Obstgarten genutzt. Seit dem 7. September 1990 erinnert an der Mauer der heutigen deutsch-französischen Schule (Meckenheimer Straße 45) eine Gedenktafel an die frühere Synagoge. 2010 wurden bei Bauarbeiten für einen Kindergarten auf dem Gelände verkohlte Ziegelsteine als Überreste des zerstörten Gebäudes sowie verrostete Metallverzierungen gefunden, die mutmaßlich ebenfalls zu der Synagoge gehörten.

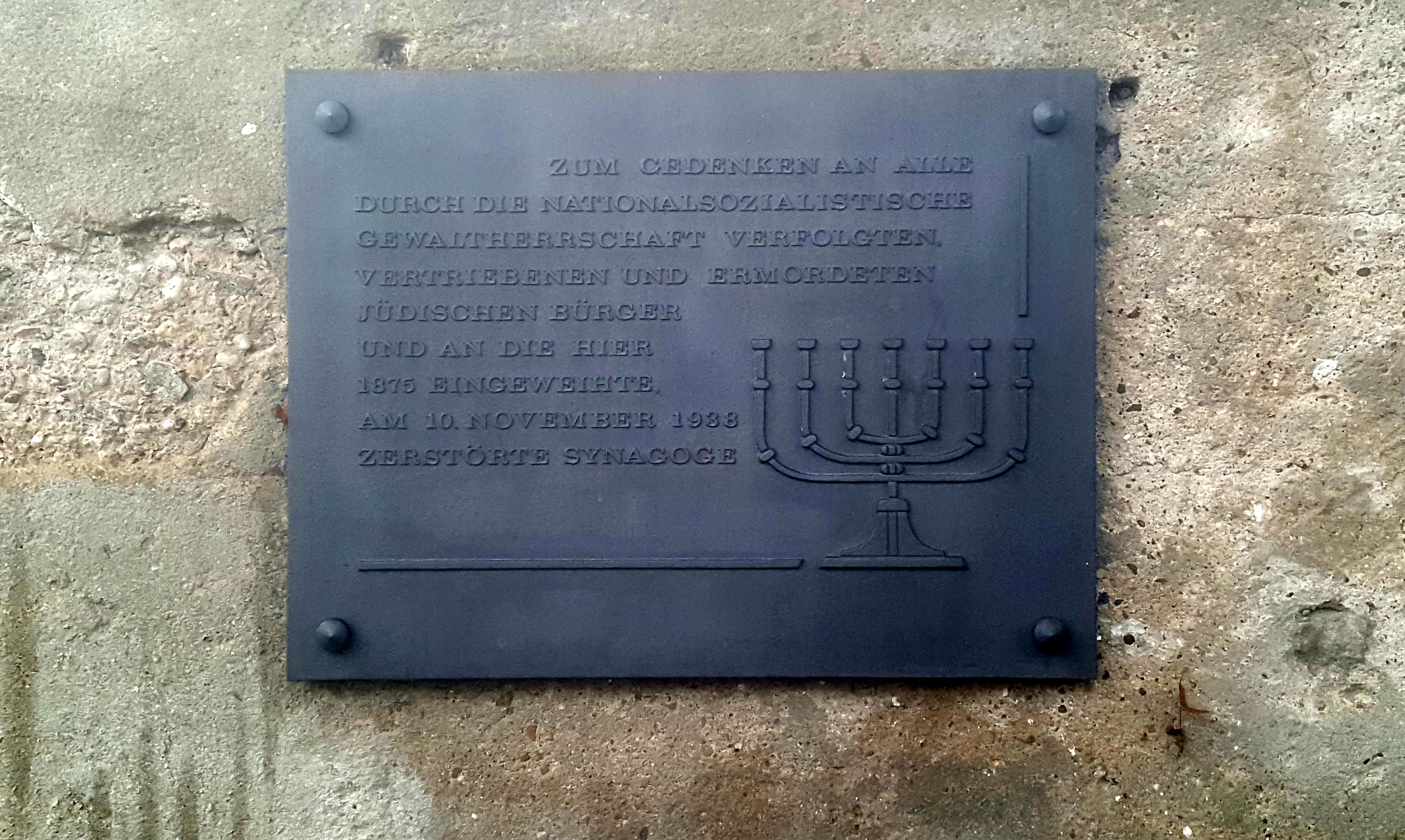
Gedenktafel an der École de Gaulle-Adenauer

## Architektur
Die Mehlemer Synagoge war ein 128,25 m² (Grundfläche) großer dunkelroter Backsteinbau, der etwa 18 Meter südlich der Meckenheimer Straße – von dieser über einen mit Kugelakazien bestandenen Weg erreichbar – sowie rund 8,5 Meter östlich der Mehlemer Volksschule auf einem 3,62 ar umfassenden Grundstück lag. Sie verfügte über 72 Sitze, die aus kostbarem Mahagoniholz bestanden, sowie eine Frauenempore und war außerdem mit einem wertvollen Kristall-Kronleuchter ausgestattet. Es ist keine bildliche Darstellung der ehemaligen Synagoge überliefert, sodass keine detailliertere Baubeschreibung vorliegt.